# Pseudomeloe cockerelli
Pseudomeloe cockerelli là một loài bọ cánh cứng trong họ Meloidae. Loài này được Escomel miêu tả khoa học năm 1926.